# 中華民国開国紀念日
中華民国開国紀念日（ちゅうかみんこくかいこくきねんび、繁: 中華民國開國紀念日）は、中華民国の祝日（記念日）の1つである。毎年1月1日（元旦）に設定されている。1912年（民国元年）1月1日に、孫文を臨時大総統とする中華民国臨時政府が南京で成立したことに由来する。
中華民国国慶日（双十節）は辛亥革命のきっかけとなった武昌起義（1911年10月10日）を記念する日であり、開国紀念日とは別個の祝日である。

## 概要
1911年10月10日（宣統3年8月19日）の武昌起義をきっかけとして、清朝の打倒を目指す辛亥革命が勃発した。清朝からの独立を表明して南京に集結した各省の代表者（各省都督府代表連合会）は、1911年12月29日（宣統3年11月10日）に選挙を実施し、中国同盟会の孫文を中華民国初代臨時大総統に選出した。1912年1月1日（宣統3年11月13日）、臨時大総統に就任した孫文は中華民国の成立およびグレゴリオ暦の採用を宣言し、この日を「中華民国元年1月1日」と定めた。それと同時に、1月1日を中華民国開国紀念日と定めた。
孫文が臨時大総統の職を袁世凱に譲り、中華民国臨時政府が北京に移った後の1912年9月28日、臨時参議院は武昌起義が発生した10月10日を中華民国国慶日と定めた。しかし、開国紀念日も引き続き祝日として指定されることになった。
開国紀念日には、中華民国国内の各地で国旗掲揚式典（升旗典禮）などのイベントが毎年行われている。台北市の総統府でのイベントは特に盛大に実施され、国旗掲揚式典やパフォーマンス、総統府の一般開放などが行われている。